# ويليام هوارد هاي
ويليام هوارد هاي (بالإنجليزية: William Howard Hay)‏ هو اخصائي تغذية وطبيب أمريكي، ولد في 1866 في هارتستاون في الولايات المتحدة، وتوفي في 1940.